# Alekszandr Nyikolajevics Pipin
Alekszandr Nyikolajevics Pipin, oroszul: Александр Николаевич Пыпин (Szaratov, 1833. március 25. (Julián-naptár / április 6. (Gergely-naptár) – Szentpétervár, 1904. november 26. (Julián-naptár) / december 9. (Gergely-naptár) orosz irodalomtörténetíró.

## Élete
A kazanyi (1849-50), majd a szentpétervári egyetemen (1850-58) végezte tanulmányait, s utóbbinak később tanára lett ugyan, de ez állását Tolsztoj gróf közoktatásügyi miniszter reakcionárius intézkedései miatt otthagyta. Pipint az akadémia sietett tagjai közé beválasztani, de Tolsztoj ezt a választást nem erősítette meg, úgyhogy az érdemes tudós csak 1880-ban, Szaburov minisztersége alatt foglalhatta el helyét. Pipin nagy érdemeket szerzett az irodalom történetének kutatásával. A Vjesztnyik Jevropi című folyóirat tényleges szerkesztője volt (a név szerinti szerkesztő Sztaszjulevics).

## Könyvalakban megjelent művei
- Isztoricseszkije ocserki. Karakterisztjiki literaturnih mnjénjij ot 20 do 50 godov (Történeti rajzok. A 20-50-es évek irodalmi felfogásainak jellemzései, Szentpétervár, 1890)
- Iz isztorii narodnoj povjeszti (A népies elbeszélések történetéből, Szentpétervár, 1887)
- Isztorija Szlavjanszkih literatur (A szláv irodalmak története, második kiadás, Szentpétervár, 1880)
- Bjelinszkij, jevo zsiznj i perepiszka (Bjelinszkíj élete és levelezései, Szentpétervár, 1876)
- Obscseszttvennoje dvizsenije u Rosszii pri Alexandra I. (Az I. Sándor korabeli társadalmi mozgalom, Szentpétervár, 1885)
- Odná iz zádács russzkoj intjelligencii (Az orosz intelligencia egyik feladata, Pszkov, 1887)
- Az orosz etnográfia története (oroszul 1892-94. 4 kötet).